# León el Diácono

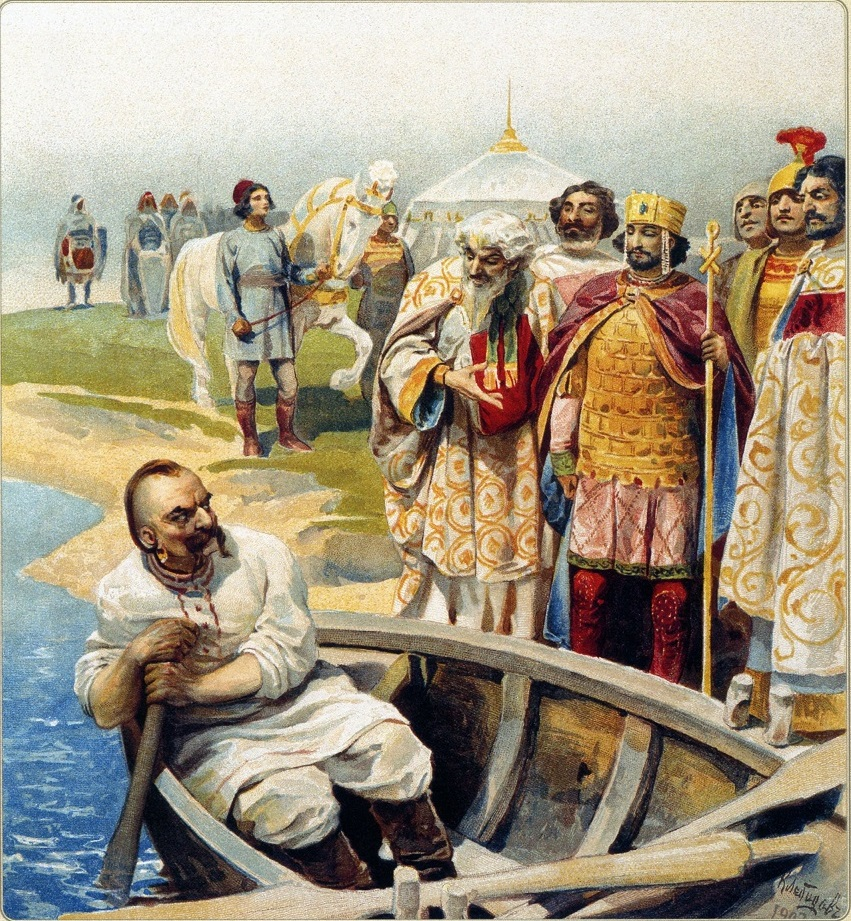
Encuentro de Sviatoslav I de Kiev con Juan I Tzimisces, según el relato de León el Diácono

León el Diácono fue un historiador y cronista bizantino. Nació alrededor de 950, en Kaloe, en Asia Menor, y fue educado en Constantinopla, donde se convirtió en diácono en el palacio imperial. Durante su estancia en Constantinopla, escribió una historia que abarca los reinados de Romano II, Nicéforo II, Juan I Tzimisces, y la primera parte del reinado de Basilio II.
A menudo, sus observaciones se basaron en sus experiencias como un testigo ocular de los hechos en cuestión. Su estilo de escritura ha sido descrito como "clásica", que recuerda al lenguaje empleado de Homero y otros escritores griegos antiguos, como Agatías. León es especialmente conocido por su descripción de testigo presencial de Sviatoslav I de Kiev, que invadió Bulgaria en el año 969, y luchó contra las fuerzas bizantinas sobre su territorio.